# Centro de detención del Servicio de Información de Defensa
El Centro de detención del Servicio de Información de Defensa fue un Centro clandestino de detención y tortura (CCDyT) que funcionó en Montevideo, Uruguay, durante la dictadura cívico militar de ese país. De acuerdo a las causas judiciales vinculadas con los secuestrados allí y sus testimonios, se sabe que este lugar estuvo activo como CCDyT al menos entre el 14 de agosto y el 22 de diciembre de 1976. Ubicado en la casa de Bulevar Artigas n° 1488 (actualmente Bulevar Artigas n° 1532) donde operaba el Servicio de Información de la Defensa (SID), que fuera un organismo de máxima jerarquía en la estructura de represión y control social del terrorismo de Estado uruguayo. Dependía de la Junta de Comandantes en Jefe.
El SID tuvo un papel protagónico en el diseño y elaboración de estrategias y acciones represivas del Estado contra las organizaciones guerrilleras, sindicales, políticas, sociales y religiosas en territorio nacional y, luego de la firma del acuerdo regional que dio nacimiento al Plan Cóndor (Valparaíso, Chile, 1975), consolidó y expandió sus acciones también fuera de fronteras.

## Reseña
Entre las personas que permanecieron secuestradas y fueron torturadas en ese lugar, destaca un grupo de 24 ciudadanos uruguayos, en su mayoría militantes del Partido por la Victoria del Pueblo (PVP), que fueron secuestradas en Buenos Aires por un grupo de tareas de represores uruguayos y argentinos en el año 1976. En un primer momento fueron llevadas al centro clandestino de detención, tortura y exterminio Automotores Orletti,  que funcionó entre mayo y noviembre de 1976, posteriormente en forma clandestina fueron trasladados a Uruguay.
Ese traslado se efectúa a través del vuelo de la Fuerza Aérea Uruguaya (FAU) Nº 511 que aterrizó en el aeropuerto internacional de Montevideo la madrugada del 5 de octubre de 1976 procedente de una base militar aérea en la provincia de Buenos Aires. La Fuerza Aérea Uruguaya confirmó en el "Informe de la Comisión Investigadora sobre el destino final de 33 ciudadanos detenidos en el período comprendido entre el 27 de junio de 1973 y el 1 de marzo de 1985", el que fue presentado en agosto de 2005 al Presidente Tabaré Vázquez, que los vuelos con personas detenidas en Buenos Aires y trasladas a Montevideo, fueron ordenados por el Comando General de la Fuerza Aérea a solicitud del Servicio de Información de Defensa (SID) y coordinados por ese mismo servicio.
 Antes de ser trasladadas al Centro de detención del Servicio de Información de Defensa, el 14 de agosto de 1976, este grupo grupo de personas secuestradas fue llevado a otro centro clandestino conocido como "la casona de Punta Gorda"
En una habitación del subsuelo del SID ese grupo permanece secuestrado y sometido a torturas, obligado a participar de un operativo de inteligencia, orquestado por los represores en lo que se denomina el simulacro del Chalet Susy. A través de ese operativo, en el que se los muestra a la prensa como un grupo armado que ocupaba una casa en el balneario de Shangrilá con fines de confrontar al régimen, se los procesa por la justicia militar y se los encarcela en los penales destinados a presos y presas políticas.
Durante ese período de 1976 permanecen secuestradas en ese lugar la ciudadana argentina María Claudia García Irureta Goyena (desaparecida) embarazada y los hermanos Anatole y Victoria Julien, que en ese entonces tenían 4 y 2 años de edad respectivamente. En diciembre de 1976, cuatro meses después de su secuestro, Anatole y Victoria fueron abandonados en Chile, en la céntrica Plaza O'Higgins de Valparaíso.
La hija de María Claudia García Iruretagoyena, nació en cautiverio en el Hospital Militar posiblemente el 1 de noviembre de 1976, luego ambas fueron trasladadas nuevamente a la ex sede del SID donde permanecieron hasta fines de diciembre. María Claudia fue trasladada a otro centro de detención donde fue asesinada y la bebé fue entregada en adopción a un policía.
En el año 2000 Macarena Gelman recobra su identidad y la historia de sus padres biológicos –Maria Claudia García y Marcelo Gelman-. En una de las habitaciones de la planta baja de la ex sede del SID, en cumplimiento de la Sentencia de la Corte Interamericana de DDHH (CIDH) para el caso Gelman vs. Uruguay, se encuentra una placa que señala:
"En memoria de María Claudia García Iruretagoyena y Macarena Gelman y de todas las personas víctimas del terrorismo de Estado que estuvieron privadas de libertad en este lugar, ex sede del Servicio de Información de Defensa (SID) y centro clandestino de detención, y en cumplimiento de la sentencia dictada de la Corte Interamericana de Derechos Humanos, el 24-02-2011 en el caso Gelman vs Uruguay. En este lugar, estuvieron detenidas María Claudia García Iruretagoyena (06-01-1957) y Macarena Gelman".
En el marco de los actos reparatorios del Estado uruguayo en cumplimiento de la sentencia de la Corte Interamericana de Derechos Humanos en el caso Gelman vs. Uruguay, el  21 de marzo de 2012, por resolución del Poder Ejecutivo, se afectó el edificio ocupado por el Centro de Altos Estudios Nacionales (CALEN) como sede de la Institución Nacional de Derechos Humanos y Defensoría del Pueblo (INDDHH).
Posteriormente el artículo 80 de la Ley de creación de la INDDHH (Ley N° 18.446) dispuso que "El Poder Ejecutivo afectará, como sede de la INDDHH, un inmueble emblemático y simbólico para la naturaleza de la función que desarrollará". Con este mandato, en 2012 la Presidencia de República concedió la utilización de la propiedad ubicada en Bulevar Artigas 1532 como sede de la Institución Nacional de Derechos Humanos y Defensoría del Pueblo (INDDHH), donde desde el 27 de junio de 2018 se abre al público la muestra del sitio de memoria.

## Secuestrados

### Secuestrados del primer vuelo
El grupo de personas de lo que se conoce como el "Primer vuelo" estuvo integrado por 24 ciudadanos uruguayos secuestrados en Buenos Aires por la coordinación represiva de Argentina y Uruguay en el marco del Plan Cóndor, y trasladados clandestinamente a Uruguay el 5 de octubre de 1976. Dentro de este grupo se encontraban 2 militantes vinculados al Movimiento de Liberación Nacional-Tupamaros, y 22 al Partido por la Victoria del Pueblo:
- Jorge González
- Elizabeth Pérez Lutz
- Enrique Rodríguez Larreta
- Carlos Enrique Rodríguez Larreta (hijo)
- Raquel Nogueira
- Víctor Lubián
- Martha Petrides de Lubián
- Alicia Cadenas
- Ariel Soto
- Raúl Altuna
- Margarita Michelini
- Sara Méndez
- Ana Inés Quadros
- Ana María Salvo
- Gastón Zina
- Cecilia Gayoso
- Mónica Soliño
- Edelweiss Zhan
- Sergio López Burgos
- Eduardo Dean
- Elba Rama Molla
- Asilú Maceiro
- José Félix Díaz
- Laura Anzalone

## Sitio de Memoria
En 2012, por la resolución Nº 548 del 9 de enero, de Presidencia de la República, el inmueble es desafectado del Ministerio de Defensa y adjudicado como sede a la Institución Nacional de Derechos Humanos y Defensoría del Pueblo (INDDHH). Fue el primer sitio de memoria recuperado en Uruguay.
En 2016	finalizó la primera etapa de la reforma del edificio y en el marco de las actividades por la Semana de los Derechos Humanos fue inaugurada la sede de la INDDHH.
En 2017 se constituye una comisión integrada por organizaciones sociales y sobrevivientes del centro de detención, quienes junto al Consejo Directivo de la INDDHH, iniciaron el camino de apertura de un museo de sitio de memoria histórica del pasado reciente, que fue inaugurado el 27 de junio de 2018. El sitio presenta una exposición permanente que narra lo vivido en el subsuelo de ese lugar durante la dictadura.